# Ferland Mendy
Ferland Sinna Mendy (Meulan-en-Yvelines, 8 juni 1995) is een Frans-Senegalees voetballer die doorgaans speelt als linksback. In juli 2019 verruilde hij Olympique Lyon voor Real Madrid. Mendy maakte in 2018 zijn debuut in het Frans voetbalelftal.

## Clubcarrière

### Le Havre
Mendy speelde in de jeugd van Le Havre en na jaren in het tweede elftal mocht hij op 24 april 2015 zijn debuut maken in het eerste elftal. Op bezoek bij FC Sochaux werd met 0–1 gewonnen door een treffer van Mickaël Le Bihan. Mendy mocht in de basis starten en speelde het gehele duel mee. Bij dit optreden bleef het dat seizoen en in de jaargang 2015/16 kwam de verdediger tot elf competitieoptredens. Vanaf de zomer van 2016 groeide Mendy uit tot basisspeler van Le Havre en op 19 augustus 2016 scoorde hij voor het eerst. Ondanks zijn treffer werd met 1–3 verloren van Troyes.

### Olympique Lyon
In de zomer van 2017 maakte de vleugelverdediger de overstap naar Olympique Lyon, waar hij zijn handtekening zette onder een verbintenis voor de duur van vijf seizoenen. Na zijn eerste seizoen in Lyon werd het contract van Mendy met één jaar verlengd.

### Real Madrid
In juni 2019 sloot Real Madrid een overeenkomst met Lyon om Mendy voor circa 48 miljoen euro over te nemen. In de Spaanse hoofdstad tekende hij een zesjarig contract. Zijn aan het einde van het seizoen aflopende verbintenis werd in september 2024 opengebroken en met drie jaar verlengd tot medio 2028.

## Clubstatistieken
| Seizoen | Club           | Competitie       | Competitie | Competitie | Beker | Beker | Internationaal | Internationaal | Totaal | Totaal |
| Seizoen | Club           | Competitie       | Wed.       | Dlp.       | Wed.  | Dlp.  | Wed.           | Dlp.           | Wed.   | Dlp.   |
| ------- | -------------- | ---------------- | ---------- | ---------- | ----- | ----- | -------------- | -------------- | ------ | ------ |
| 2014/15 | Le Havre       | Ligue 2          | 1          | 0          | 0     | 0     | —              | —              | 1      | 0      |
| 2015/16 | Le Havre       | Ligue 2          | 11         | 0          | 0     | 0     | —              | —              | 11     | 0      |
| 2016/17 | Le Havre       | Ligue 2          | 35         | 2          | 3     | 0     | —              | —              | 38     | 2      |
| 2017/18 | Olympique Lyon | Ligue 1          | 27         | 0          | 1     | 0     | 7              | 0              | 35     | 0      |
| 2018/19 | Olympique Lyon | Ligue 1          | 30         | 2          | 6     | 1     | 8              | 0              | 44     | 3      |
| 2019/20 | Real Madrid    | Primera División | 25         | 1          | 2     | 0     | 5              | 0              | 32     | 1      |
| 2020/21 | Real Madrid    | Primera División | 26         | 1          | 1     | 0     | 11             | 1              | 38     | 2      |
| 2021/22 | Real Madrid    | Primera División | 22         | 2          | 3     | 0     | 10             | 0              | 35     | 2      |
| 2022/23 | Real Madrid    | Primera División | 18         | 0          | 4     | 0     | 6              | 0              | 28     | 0      |
| 2023/24 | Real Madrid    | Primera División | 23         | 0          | 3     | 1     | 11             | 0              | 37     | 1      |
| 2024/25 | Real Madrid    | Primera División | 12         | 0          | 3     | 0     | 8              | 0              | 23     | 0      |
| Totaal  | Totaal         | Totaal           | 230        | 8          | 26    | 2     | 66             | 1              | 322    | 11     |

Bijgewerkt op 7 februari 2025.

## Interlandcarrière
Mendy maakte op 20 november 2018 zijn debuut in het Frans voetbalelftal. Een vriendschappelijke wedstrijd tegen Uruguay werd met 1–0 gewonnen door een benutte strafschop van Olivier Giroud. Mendy mocht van bondscoach Didier Deschamps in de basis beginnen en hij speelde de gehele wedstrijd mee. De andere debutant dit duel was Alassane Pléa (Borussia Mönchengladbach).
Hij werd in mei 2024 door Deschamps opgenomen in de Franse selectie voor het EK 2024 in Duitsland. Op het toernooi overleefde Frankrijk de groepsfase door een overwinning op Oostenrijk (0–1) en gelijke spelen tegen Nederland (0–0) en Polen (1–1). Hierna werden achtereenvolgens België (1–0) en Portugal (0–0, winst na strafschoppen) verslagen, voor Spanje in de halve finale met 2–1 te sterk was. Mendy kwam niet in actie. Zijn toenmalige clubgenoten Antonio Rüdiger, Toni Kroos (beiden Duitsland), Daniel Carvajal, Nacho Fernández, Joselu (allen Spanje), Luka Modrić (Kroatië), Jude Bellingham (Engeland), Eduardo Camavinga, Aurélien Tchouaméni (beiden eveneens Frankrijk), Andrij Loenin (Oekraïne) en Arda Güler (Turkije) waren ook actief op het EK.
| Interlands van Ferland Mendy voor Frankrijk | Interlands van Ferland Mendy voor Frankrijk | Interlands van Ferland Mendy voor Frankrijk | Interlands van Ferland Mendy voor Frankrijk | Interlands van Ferland Mendy voor Frankrijk | Interlands van Ferland Mendy voor Frankrijk |
| №                                           | Datum                                       | Wedstrijd                                   | Uitslag                                     | Competitie                                  | Goals                                       |
| Als speler bij Olympique Lyon               | Als speler bij Olympique Lyon               | Als speler bij Olympique Lyon               | Als speler bij Olympique Lyon               | Als speler bij Olympique Lyon               | Als speler bij Olympique Lyon               |
| ------------------------------------------- | ------------------------------------------- | ------------------------------------------- | ------------------------------------------- | ------------------------------------------- | ------------------------------------------- |
| 1                                           | 20 november 2018                            | Frankrijk – Uruguay                         | 1 – 0                                       | Vriendschappelijk                           |                                             |
| 2                                           | 2 juni 2019                                 | Frankrijk – Bolivia                         | 2 – 0                                       | Vriendschappelijk                           |                                             |
| 3                                           | 8 juni 2019                                 | Turkije – Frankrijk                         | 2 – 0                                       | EK 2020 kwalificatie                        |                                             |
| 4                                           | 11 juni 2019                                | Andorra – Frankrijk                         | 0 – 4                                       | EK 2020 kwalificatie                        |                                             |
| Als speler bij Real Madrid                  |                                             |                                             |                                             |                                             |                                             |
| 5                                           | 5 september 2020                            | Zweden – Frankrijk                          | 0 – 1                                       | Nations League 2020/21                      |                                             |
| 6                                           | 8 september 2020                            | Frankrijk – Kroatië                         | 4 – 2                                       | Nations League 2020/21                      |                                             |
| 7                                           | 14 oktober 2020                             | Kroatië – Frankrijk                         | 1 – 2                                       | Nations League 2020/21                      |                                             |
| 8                                           | 22 september 2022                           | Frankrijk – Oostenrijk                      | 2 – 0                                       | Nations League 2022/23                      |                                             |
| 9                                           | 25 september 2022                           | Denemarken – Frankrijk                      | 2 – 0                                       | Nations League 2022/23                      |                                             |
| 10                                          | 9 juni 2024                                 | Frankrijk – Canada                          | 0 – 0                                       | Vriendschappelijk                           |                                             |

Bijgewerkt op 7 februari 2025.

## Erelijst
| Competitie            |             |                           |             |             |
| Competitie            | Aantal      | Jaren                     |             |             |
| Real Madrid           | Real Madrid | Real Madrid               | Real Madrid | Real Madrid |
| --------------------- | ----------- | ------------------------- | ----------- | ----------- |
| Primera División      | 3           | 2019/20, 2021/22, 2023/24 |             |             |
| Copa del Rey          | 1           | 2022/23                   |             |             |
| Supercopa de España   | 2           | 2019/20, 2021/22          |             |             |
| FIFA Club World Cup   | 1           | 2022                      |             |             |
| UEFA Champions League | 2           | 2021/22, 2023/24          |             |             |
| UEFA Super Cup        | 2           | 2022, 2024                |             |             |
| Frankrijk             |             |                           |             |             |
| UEFA Nations League   | 1           | 2020/21                   |             |             |